# Legat (Rom)
 For alternative betydninger, se Legat. (Se også artikler, som begynder med Legat)
En legat (latin legatus; som egentlig betyder udsendt eller budbringer) var en højtstående officer i den romerske hær, svarende til en moderne general. Romerske konsuler eller guvernører (prokonsuler) var sædvanligvis de øverstbefalende feltherre over en eller flere legioner, mens disse feltherre så havde flere legater under sig. Begrebet blev derfor oprindeligt brugt til at delegere magt, men under kejser Augustus blev det formaliseret som betegnelsen for den officer, der kommanderede en legion. En legat betegnede – foruden en højtstående militær officer – også en diplomatisk udsending eller udsendt (en gesandt).
Under den romerske republiks tid modtog legater store dele af hærens belønninger ved afslutningen af et succesfuld feltog. Det gjorde stillingen lukrativ, så den kunne ofte tiltrække selv fornemme konsuler eller andre højtstående politiske figurer inden for romersk politik (f.eks. meldte konsulen Lucius Julius Cæsar sig frivilligt under de galliske krige som legat under sin fætter Gajus Julius Cæsar). Legaten blev officielt udpeget af Senatet – republikkens øverste styrende organ. En udnævnelse skete dog som regel først efter rådføring med den øverstbefalende magistrat (de pågældende konsul, guvernør og/eller prokonsul).

## Historie

### Romerske Republik
En legat havde ikke noget bestemt virkeområde, men feltherren kunne anvende ham efter sit forgodtbefindende, som fører af en del af hæren eller på anden måde. Under feltherrens fraværelse kunne han fungere i hans sted (pro prætore).

### Romerske Kejserrige
Fra Augustus' tid og frem gav kejseren titlen legatus legionis til seniorofficerer (tidligere militærtribuner) i en legion. Undtagelsen var Egypten og Mesopotamien, hvor legionerne blev anført af en praefectus legionis af ridderstanden (equites). Legatus legioni stod samtidig under kommandoen af en legatus Augusti pro praetore, der var fra senatorstanden. Hvis provinsen kun blev forsvaret af én legion, havde legatus Augusti pro praetore også direkte kommando over legionen. Administrationen af en del af rigets provins var forbeholdt kejseren, men da han ikke personlig kunne varetage den, blev det skik, at kejseren overlod hver enkelt provins til legatus Augusti pro praetore. Denne stilling blev generelt udpeget af kejseren. Personen valgt til denne rang var typisk en tidligere tribun, og selvom kejser Augustus fastlagde en maksimal kommandoperiode på to år for en legatus, forlængede efterfølgende kejsere perioden til tre eller fire år. I en provins med kun én legion fungerede legatus som provinsguvernør, mens provinser med flere legioner havde en legatus for hver legion samt en separat provinsguvernør med den overordnede kommando.
Ligeledes kan nævnes de såkaldte legati juridici, som ledede retsplejen i provinserne og var udnævnt af kejseren.

## Diplomatisk legat
Legat (legatus) betegnede både en højtstående officer i den romerske hær og en udsending (en gesandt) under den Romerske Republik. Senatet udpegede legater til missioner (legatio) i fremmede nationer, og titlen blev også brugt om ambassadører, der ankom til Rom fra andre lande. Konceptet med legationer eksisterer stadig i dag inden for diplomati.